# Djadoplateau

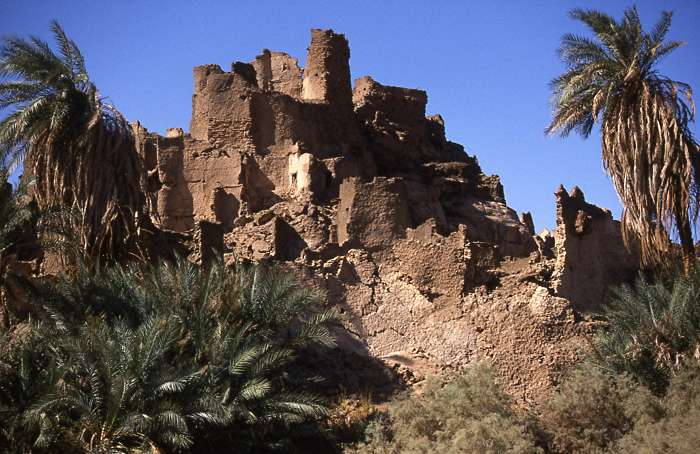
De ruïnestad van Djado

Het Djadoplateau is een gebied in het noorden van het Nigerse departement Agadez. Het is een oasegebied in de Ténéréwoestijn.
Op het plateau ligt een ruïnestad. Deze werd in de 12e eeuw door Toearegs gesticht. Vanaf de 15e eeuw werd deze langzaamaan verlaten en raakte de stad in verval.
Verder zijn er rotstekeningen te vinden met daarop dieren die allang niet meer in de omgeving voorkomen.
Het gebied wordt tegenwoordig nauwelijks meer bewoond. Er zijn nog vier kleine nederzettingen te vinden. Er zijn plannen om de ruïnes toe te voegen aan de werelderfgoedlijst van UNESCO.
- Bibliothèque nationale de France: cb17734645j (data)
- Gemeinsame Normdatei: 4046286-9
- Virtual International Authority File: 247172597